# Лосево (Гурьевский район)
Лосево — посёлок в Калининградской области России. Принадлежит к Добринскому сельскому поселению в Гурьевском районе.

## География
Посёлок расположен в 15 км к северо-востоку по прямой от районного центра, города Гурьевска, на южной окраине лесной местности под названием Добринский лес.

## История
Населённый пункт относится к исторической области древней Пруссии именем Самбия. Носил название Рентенгутсхаус до 1905, Рентенгут — до 1946 года.

## Население
| 2002 | 2010 |
| ---- | ---- |
| 5    | ↗8   |